# Iza (kommun i Spanien)
Iza (spanska) eller Itza (baskiska), officiellt Iza/Itza, är en kommun i Spanien.   Den ligger i provinsen och regionen Navarra, i den nordöstra delen av landet, 300 km nordost om huvudstaden Madrid. Antalet invånare är 1 134.